# Cambarellus areolatus
Cambarellus areolatus är en kräftdjursart som först beskrevs av Faxon 1885.  Cambarellus areolatus ingår i släktet Cambarellus och familjen Cambaridae. IUCN kategoriserar arten globalt som akut hotad. Inga underarter finns listade i Catalogue of Life.